# Zakaj sta umrla ta dva otroka
Zakaj sta umrla ta dva otroka je roman, ki ga je napisala pisateljica in novinarka Damijana Žišt. Knjiga je prvič izšla leta 2009 pri Založbi Učila International.  
Avtorica je pod lupo vzela resnično in tragično sežansko zgodbo, v kateri sta svoji življenji na grozovit način izgubila nedolžna malčka, dveinpolletna Ema in dve leti starejši Matija. 

## Vsebina
Zakaj sta umrla ta dva otroka je resnična zgodba, ki pripoveduje o dveh otrocih razvezanih staršev, o dveinpolletni sestrici in štiriinpolletnem bratcu. Živela sta nekaj dni v tednu pri enem in nekaj dni pri drugem staršu. Čeprav so bili prehodi zanju težki, sta imela rada tako očeta kot mater. A ko je oče nekega usodnega večera sina in hčerko predal njuni materi, ju ni videl nikoli več. Videl je le še dve beli krsti.
Knjiga opisuje očetove občutke ob tragični izgubi svojih dveh otrok in njegovo prizadevanje v boju s strokovnjaki in državnimi ustanovami. Opisuje tako očeta kot tudi mater obeh otrok, njun razvezani zakon, materine stare starše, materine ljubezni, razvezo in sporazume dveh zakoncev, očetov boj za starševstvo. V knjigi je nenazadnje opisan tudi sam tragični trenutek, po tem, ko oče svoja otroka preda materi. Opisana so tudi mnenja znancev in sosedov. 
V zadnjem poglavju je opisano tudi stokovno delo primera, izvedensko mnenje o duševnem stanju matere otrok, mnenje stroke, medijev in sojenje.
O tem, kaj se je tistega usodnega večera dogajalo v stanovanju umrlih dveh otrok, ve najbž samo njuna mamica, ki je tisti večer otroka položila v posteljo in ju dala spat. Ko pa se je vrnila nazaj v sobo, je opazila ta krut prizor. Takoj je poklicala svojega očeta in začela se je prava drama.

## Zbirka
Zakaj sta umrla ta dva otroka (2009) je roman, ki je izšel pri Zbirki Žepna knjiga.

## Ocene
Penolog dr. Dragan Petrovec v knjigi razbere »zgolj pristransko pisanje in zbirko pretežno enostranskih prikazov, ki jo sem ter tja prekine podatek, s katerim relativizira pravkar zapisano. A sporočilo o storilcu in o zasluženi kazni je več kot jasno.«  